# Joe Greene (Leichtathlet)
Joseph Tilford Lee „Joe“ Greene (* 17. Februar 1967 auf der Wright-Patterson Air Force Base, Dayton, Ohio) ist ein ehemaliger US-amerikanischer Weitspringer.
Greene gewann bei den Olympischen Spielen 1992 in Barcelona die Bronzemedaille im Weitsprung, ein Resultat, das er vier Jahre später bei den Olympischen Spielen 1996 in Atlanta wiederholen konnte. Beide Wettbewerbe wurden von Carl Lewis gewonnen.
Auch bei Hallenwettbewerben war Greene erfolgreich: So gewann er bei den 
Hallenweltmeisterschaften 1993 die Silbermedaille mit 8,13 m, während es bei den Hallenweltmeisterschaften 1997 mit persönlicher Hallenbestleistung von 8,41 m zu Platz drei reichte.
Greene nahm auch an den Leichtathletik-Weltmeisterschaften 1993 und 1997 teil, schied aber beide Male in der Qualifikationsrunde aus.
Bei einer Körpergröße von 1,83 m betrug Greenes Wettkampfgewicht 70 kg.

## Persönliche Bestleistungen
- Weitsprung: 8,48 m (1995)
- Dreisprung: 16,32 m (1994)

## Sonstiges
Von 1993 bis 1998 war Greene mit der deutschen Weitspringerin Susen Tiedtke verheiratet. 